# Kostel svatého Jana Křtitele (Vroutek)
Kostel svatého Jana Křtitele ve Vroutku je barokní farní kostel z roku 1726. Stavba je nedílnou součástí historického jádra města Vroutek v okrese Louny v Ústeckém kraji. Kostel vzhledem ke svému umístění na hřbitově ve středu obce je výrazněji pohledově exponována a spoluvytváří místního genia loci. Kostel včetně ohradní zdi je chráněn jako kulturní památka, nicméně objekt dlouhodobě chátrá.

## Popis

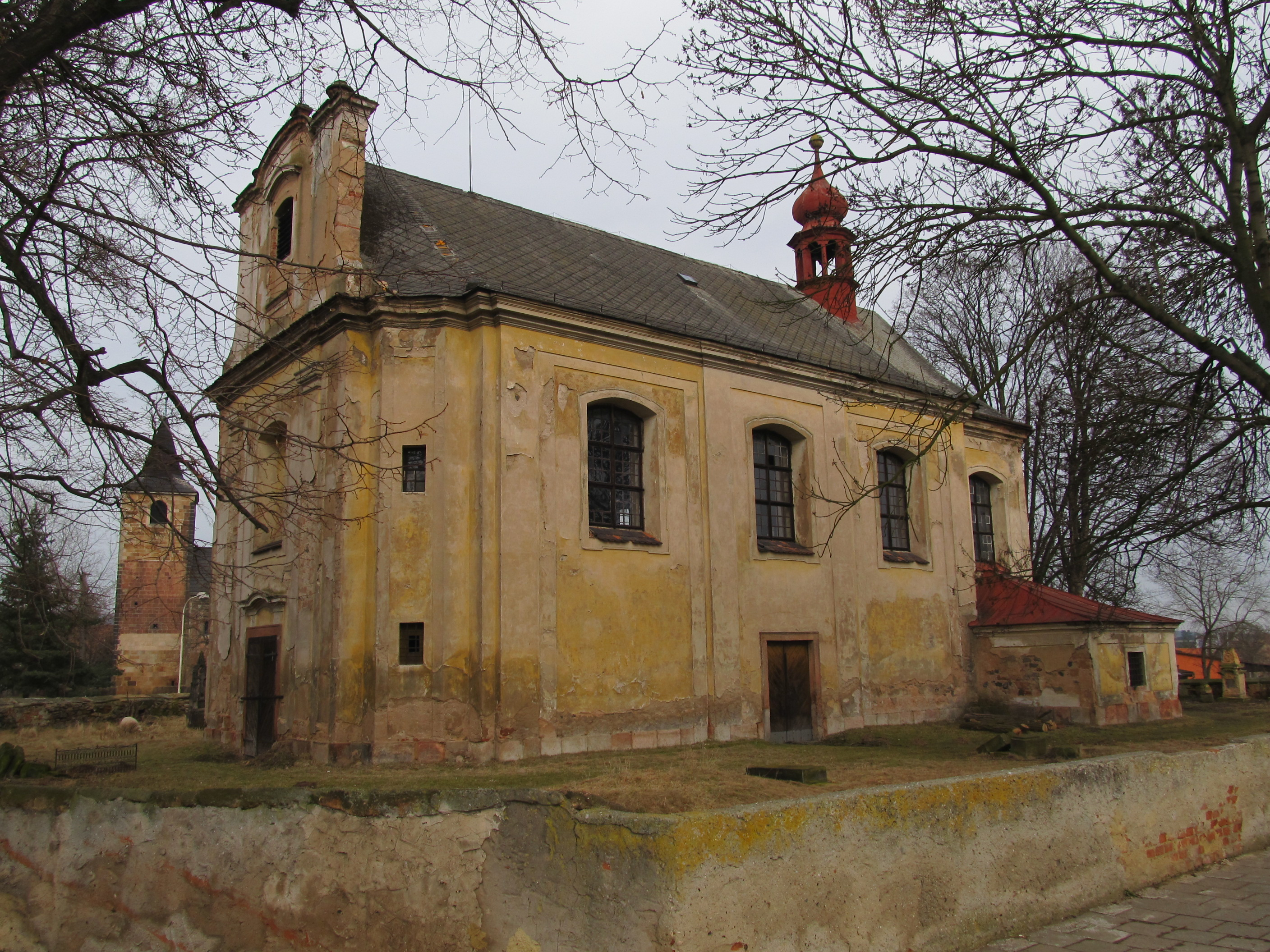
Přední část kostela

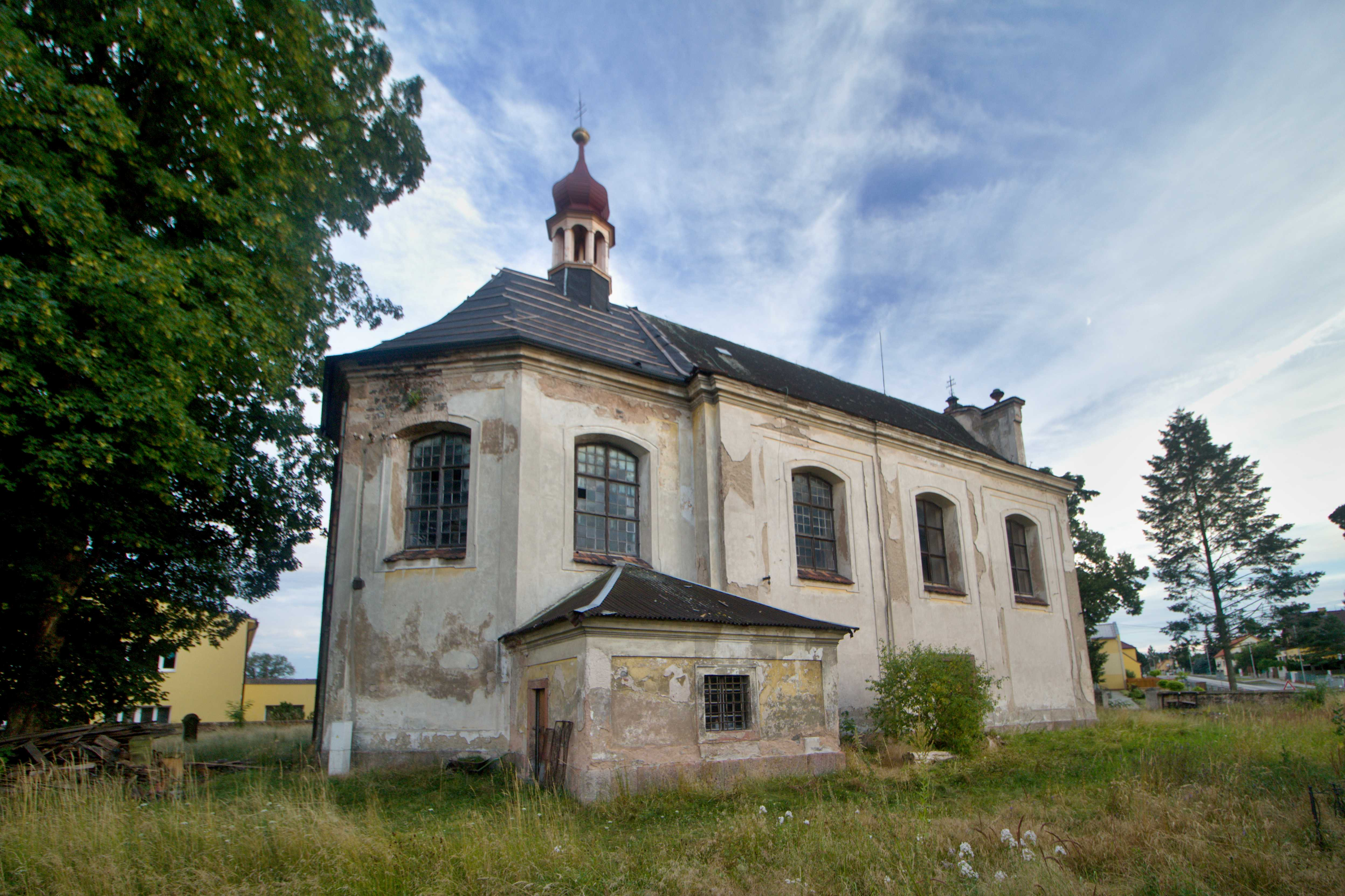
Závěr kostela sv. Jana ve Vroutku

Kostel sv. Jana Křtitele je orientovaná, jednolodní zděná sakrální stavba s odsazeným trojboce ukončeným kněžištěm (presbyterium), ke kterému po obou stranách přiléhají přízemní přístavky sloužící jako sakristie. Chrámovou loď a presbyterium zastřešují sedlové střechy, jako střešní krytina jsou použity nakoso kladené vlákno-cementové šablony. Střechou nad presbyteriem prostupuje oplechované těleso osmiboké sanktusové vížky s lucernou a cibulí, která je vertikálně ukončena makovicí s křížem. Nad západním průčelím chrámu je vztyčen segmentovým obloukem ukončený atikový štít. V jeho vrcholu je osazen kříž, při patách štítu pak kamenné čučky. Přístavky při presbyteriu jsou zastřešeny valbovými střechami.
Chrámovou loď a presbyterium prosvětlují rozměrné výškově obdélné okenní otvory ukončené segmentovými oblouky, které jsou osazené dřevěnými tabulkově členěnými výplněmi. Fasáda stavby je členěna lizénovými rámci, vnější omítky jsou hladké, značně zvětralé, patrná je poslední barevná úprava tvořená kombinací zlatého okru v ploše zdí a lomeně-bílými tektonickými prvky. Interiér stavby je plochostropý.
Zařízení kostela je barokní. Pochází z druhé poloviny 18. století. U pravého vchodu do sakristie je zasazen empírový náhrobek pocházející z roku 1840.

## Přilehlý hřbitov
Okolo kostela je starý hřbitov, který byl zrušen v polovině 19. století. Po druhé světové válce byla značná část náhrobků zvandalizována. V současnosti (jaro 2014) se na hřbitově nachází zhruba 60 náhrobků v různém stupni poničení. Hřbitov s kostelem je obehnán ohradní zdí s dvěma vchody. Starší západní vchod není v současnosti používán, na východní straně je brána se schodištěm a kamennou mozaikou. Napravo od hlavního vchodu kostela býval v minulosti menší kostelík, který později sloužil jako márnice. Dnes po něm nejsou viditelné ani základy.

## Obnova
Od roku 2013 dobrovolníci z občanského sdružení Budíček kostel i přilehlý hřbitov obnovují.